# Karolina Kowalkiewicz-Zaborowska
Karolina Kowalkiewicz-Zaborowska (ur. 15 października 1985 w Łodzi) – polska zawodniczka mieszanych sztuk walki (MMA), mistrzyni KSW w wadze słomkowej (do 52 kg) z 2013, od 2015 związana z UFC.

## Życiorys
Urodziła i wychowywała się w Łodzi. Dzieciństwo wspomina jako trudne – od 12. roku życia chorowała na depresję, a będąc nastolatką, próbowała popełnić samobójstwo. W wieku 16 lat zaczęła uprawiać krav magę, którą trenowała przez siedem lat, jest także zawodową instruktorką tego sportu. Później zaczęła trenować MMA.
Studiowała dziennikarstwo, pedagogikę sportu i archeologię, ale żadnego kierunku nie ukończyła. Równolegle do studiów podejmowała różne prace fizyczne. Ukończyła kursy nurkowania i wspinaczki oraz szkołę kaskaderów.

## Kariera MMA

### Debiut i KSW
W zawodowym MMA zadebiutowała w maju 2012 na gali Extreme Fighting Sports 2 w Gdyni, pokonując przez techniczny nokaut w pierwszej rundzie Marzenę Wojas. Jeszcze w tym samym roku podpisała kontrakt na występ w pierwszym w historii polskiego MMA żeńskim turnieju, który organizowała Konfrontacja Sztuk Walki – poza Kowalkiewicz do turnieju zostały zaproszone: Paulina Bońkowska, Paulina Suska oraz Marta Chojnoska. Początkowo turniej miał się odbyć na zasadzie play-off, każda z zawodniczek miała stoczyć ze sobą pojedynek (w sumie trzy pojedynki) po których ta, która miała najwięcej wygranych, zwyciężała cały turniej, ale ostatecznie właściciele KSW zmienili format turnieju na pucharowy w formie drabinki – półfinał i finał, a nagrodą za zwycięstwo w turnieju było inauguracyjne mistrzostwo KSW w kobiecej kategorii do 52 kg.
W półfinale, który miał miejsce 1 grudnia na KSW 21 Kowalkiewicz zmierzyła się z Bońkowską, którą pokonała jednogłośnie na punkty. Finał miał miejsce na gali KSW 23, rywalką Karoliny była Marta Chojnoska, która swoją walkę wygrała przed czasem. Kowalkiewicz rozpoczęła dynamicznie w stójce, by po chwili przenieść walkę na ziemię zadając przy tym serię szybkich ciosów i poddając natychmiastowo Chojnoską duszeniem zza pleców. Kowalkiewicz zdobyła pierwszy historyczny tytuł mistrzyni KSW do 55 kg.
28 września 2013 miała zmierzyć się z Austriaczką Jasminką Cive, ale ostatecznie rywalka doznała kontuzji na kilka dni przed galą i w zastępstwie zmierzyła się z byłą zawodniczką żeńskiej organizacji Invicta FC, Brytyjką czeskiego pochodzenia Simoną Soukupovą. Pierwsza runda to kompletna dominacja Kowalkiewicz, która obaliła rywalkę, po czym zadawała ciosy i próbowała poddać ją duszeniem do końca rundy. Druga runda to głównie walka kick-bokserska z małą przewagą Kowalkiewicz, która punktowała Brytyjkę ciosami prostymi. W trzeciej rundzie Kowalkiewicz zaczęła słabnąć, co przyczyniło się do przyjmowania większej liczby ciosów po desperackich atakach Soukupovej. Ostatecznie Kowalkiewicz wygrała pojedynek na punkty (jednogłośna decyzja sędziów).

### UFC
Pod koniec września 2015 podpisała kontrakt z Ultimate Fighting Championship. W swoim debiucie, który odbył się 19 grudnia 2015 na UFC on Fox: dos Anjos vs. Cerrone 2 pokonała Kanadyjkę, Randę Markos jednogłośnie na punkty.
12 listopada 2016 na UFC 205, zmierzyła się o mistrzostwo UFC wagi słomkowej z Joanną Jędrzejczyk. Ostatecznie Kowalkiewicz przegrała jednogłośnie na punkty.
3 czerwca 2017 podczas UFC 212 przegrała z Brazylijką Cláudią Gadelhą przez poddanie w pierwszej rundzie.
Następnie na przełomie 2017/2018 pokonała na pełnym dystansie dwie Amerykanki: Jodie Esquibel i Felice Herrig, dzięki czemu otrzymała pojedynek z Jéssicą Andrade, który okazał się eliminatorem do walki z Rose Namajunas. Polka uległa Brazylijce w pierwszej rundzie, przegrywając przez nokaut. W dalszej kolejności łodzianka przegrała cztery kolejne walki: z Michelle Waterson, Alexą Grasso, Xiaonan Yan oraz Jessicą Penne.
W styczniu 2021 poinformowała, że jeszcze zamierza rywalizować w MMA do 2023, później by chciała poświęcić się macierzyństwu.
7 lutego 2022 zapowiedziała powrót do oktagonu UFC. 4 czerwca 2022 na gali UFC Fight Night: Volkov vs. Rozenstruik w Las Vegas pokonała przez poddanie duszeniem zza pleców w drugiej rundzie dawną rywalkę, Felice Herrig.
Na gali UFC 281, która odbyła się 12 listopada 2022 roku zawalczyła z byłą pretendentką do pasa KSW, Silvaną Gómez Juárez. Walka trwała pełen dystans trzyrundowy, po którym to Kowalkiewicz zwyciężyła decyzją jednogłośną.
25 marca 2023 w warszawskim hotelu Sheraton, odbyła się uroczystość wręczenia Heraklesów - najważniejszych nagród w polskim MMA. Kowalkiewicz otrzymała statuetkę Herakles w kategorii Zawodniczka Roku 2022. Zapowiedziała także, że dalej będzie rywalizować w oktagonie UFC.
Podczas UFC Fight Night 225, które odbyło się 13 maja 2023 zmierzyła się z byłą mistrzynią organizacji LFA, Vanessą Demopoulos. Podczas ważenia Demopoulos przestrzeliła limit kategorii słomkowej o 1,5 funta, wnosząc na wagę 117,5 funta. Kowalkiewicz ważyła regulaminowe 115,5 funta i otrzymała 20% z gaży swojej rywalki. Zwyciężyła jednogłośną decyzją sędziów.
19 września 2023 awansowała do rankingu kategorii słomkowej kobiet.
Następną walkę stoczyła podczas gali UFC Fight Night: Dawson vs. Green, która odbyła się 7 października 2023 w Las Vegas. Jej rywalką była Rumunka, Diana Belbiță. Wygrała ten pojedynek jednogłośnie na punkty. Po tej wygranej awansowała na 13 miejsce w rankingu UFC dywizji słomkowej.
28 marca 2024 podczas programu Koloseum – Magazyn sportów walki została wyróżniony po raz drugi z rzędu statuetką Herakles w kategorii Zawodniczka Roku 2023.
4 maja 2024 na wydarzenia UFC 301 w Rio de Janeiro zawalczyła z ponad 16 lat młodszą Brazylijką, Iasminą Lucindo. Przegrała poprzez jednogłośną decyzję sędziowską.
9 listopada 2024 na UFC Fight Night: Magny vs. Prates w Las Vegas zmierzyła się z inną reprezentanką Brazylii, Denise Gomes. Ponownie uległa przeciwniczce jednogłośnie na punkty.

## Życie prywatne
W 2020 roku wyszła za mąż za swojego trenera klubu Shark Top Team, Łukasza Zaborowskiego. W wolnym czasie zajmuje się wspinaczką górską.
W lutym 2024 roku była świadkową na ślubie polskiego aktora Michała Koterskiego.

## Osiągnięcia

### Mieszane sztuki walki
- 2011: Mistrzostwa Polski Amatorskiego MMA „RING XF” – 61 kg – 3. miejsce[38]
- 2013: zwyciężczyni kobiecego turnieju KSW w wadze słomkowej (-55 kg)
- 2013–2015: międzynarodowa mistrzyni KSW w wadze słomkowej (-52 kg)
- 2023: Herakles w kategorii Zawodniczka Roku z 2022 roku[39]
- 2024: Herakles w kategorii Zawodniczka Roku z 2023 roku[31]

### Boks tajski
- 2011: Puchar Polski w muay thai – 1. miejsce w kat. -57 kg (Bydgoszcz)[40]

## Lista zawodowych walk w MMA
| Wynik     | Bilans | Przeciwnik (bilans przed walką) | Rozstrzygnięcie                             | Runda | Czas | Rozgrywki                               | Data       | Miejsce        | Uwagi                                                                                                  |
| --------- | ------ | ------------------------------- | ------------------------------------------- | ----- | ---- | --------------------------------------- | ---------- | -------------- | --- |
|           |        | Julia Polastri (13-5)           |                                             |       |      | UFC Fight Night: Oliveira vs. Fiziev    | 11.10.2025 | Rio de Janeiro | |
| Przegrana | 16-9   | Denise Gomes (9-3)              | Decyzja (jednogłośna)                       | 3     | 5:00 | UFC Fight Night: Magny vs. Prates       | 09.11.2024 | Las Vegas      | |
| Przegrana | 16-8   | Iasmin Lucindo (15-5)           | Decyzja (jednogłośna)                       | 3     | 5:00 | UFC 301                                 | 04.05.2024 | Rio de Janeiro | |
| Wygrana   | 16-7   | Diana Belbiță (15-7)            | Decyzja (jednogłośna)                       | 3     | 5:00 | UFC Fight Night: Dawson vs. Green       | 07.10.2023 | Las Vegas      | |
| Wygrana   | 15-7   | Vanessa Demopoulos (9-4)        | Decyzja (jednogłośna)                       | 3     | 5:00 | UFC Fight Night: Smith vs. Walker       | 13.05.2023 | Las Vegas      | Limit umowny do 53,3 kg. Demopoulos nie zrobiła wagi.                                                  |
| Wygrana   | 14-7   | Silvana Gómez Juárez (11-4)     | Decyzja (jednogłośna)                       | 3     | 5:00 | UFC 281                                 | 12.11.2022 | Nowy Jork      | |
| Wygrana   | 13-7   | Felice Herrig (14-9)            | Poddanie (duszenie zza pleców)              | 2     | 4:01 | UFC Fight Night: Volkov vs. Rozenstruik | 04.06.2022 | Las Vegas      | |
| Przegrana | 12-7   | Jessica Penne (13-5)            | Poddanie (dźwignia prosta na staw łokciowy) | 1     | 4:32 | UFC 265                                 | 07.08.2021 | Houston        | |
| Przegrana | 12-6   | Xiaonan Yan (11-1)              | Decyzja (jednogłośna)                       | 3     | 5:00 | UFC on ESPN+ 26: Felder vs. Hooker      | 22.02.2020 | Auckland       | |
| Przegrana | 12-5   | Alexa Grasso (10-2)             | Decyzja (jednogłośna)                       | 3     | 5:00 | UFC 238                                 | 08.06.2019 | Chicago        | |
| Przegrana | 12-4   | Michelle Waterson (16-6)        | Decyzja (jednogłośna)                       | 3     | 5:00 | UFC on ESPN: Barboza vs. Gaethje        | 30.03.2019 | Filadelfia     | |
| Przegrana | 12-3   | Jéssica Andrade (18-6)          | KO (cios pięścią)                           | 1     | 1:58 | UFC 228                                 | 08.09.2018 | Dallas         | |
| Wygrana   | 12-2   | Felice Herrig (14-6)            | Decyzja (niejednogłośna)                    | 3     | 5:00 | UFC 223                                 | 07.04.2018 | Nowy Jork      | |
| Wygrana   | 11-2   | Jodie Esquibel (6-2)            | Decyzja (jednogłośna)                       | 3     | 5:00 | UFC Fight Night: Cerrone vs. Till       | 21.10.2017 | Gdańsk         | Co-Main Event                                                                                          |
| Przegrana | 10-2   | Cláudia Gadelha (14-2)          | Poddanie (duszenie zza pleców)              | 1     | 3:03 | UFC 212                                 | 03.06.2017 | Rio de Janeiro | |
| Przegrana | 10-1   | Joanna Jędrzejczyk (12-0)       | Decyzja (jednogłośna)                       | 5     | 5:00 | UFC 205                                 | 12.11.2016 | Nowy Jork      | Pojedynek o pas mistrzowski UFC w wadze słomkowej. Co-Main Event                                       |
| Wygrana   | 10-0   | Rose Namajunas (5-2)            | Decyzja (niejednogłośna)                    | 3     | 5:00 | UFC 201                                 | 30.07.2016 | Atlanta        | Bonus za walkę wieczoru.                                                                               |
| Wygrana   | 9-0    | Heather Jo Clark (7-4)          | Decyzja (jednogłośna)                       | 3     | 5:00 | UFC Fight Night: Overeem vs. Arlovski   | 08.05.2016 | Rotterdam      | |
| Wygrana   | 8-0    | Randa Markos (5-2)              | Decyzja (jednogłośna)                       | 3     | 5:00 | UFC on Fox: dos Anjos vs. Cerrone 2     | 19.12.2015 | Orlando        | Debiut w UFC.                                                                                          |
| Wygrana   | 7-0    | Kalindra Faria (15-4-1)         | Decyzja (niejednogłośna)                    | 3     | 5:00 | KSW 30: Genesis                         | 21.02.2015 | Poznań         | Bonus za walkę wieczoru.                                                                               |
| Wygrana   | 6-0    | Mizuki Inoue (8-2)              | Decyzja (niejednogłośna)                    | 3     | 5:00 | Invicta FC 9                            | 01.11.2014 | Davenport      | Bonus za walkę wieczoru.                                                                               |
| Wygrana   | 5-0    | Jasminka Cive (5-1)             | Poddanie (balacha)                          | 1     | 3:54 | KSW 27: Cage Time                       | 17.05.2014 | Gdańsk         | Obroniła międzynarodowy pas mistrzowski KSW w wadze słomkowej (do 52,2 kg. Bonus za poddanie wieczoru. |
| Wygrana   | 4-0    | Simona Soukupova (4-2-1)        | Decyzja (jednogłośna)                       | 3     | 5:00 | KSW 24: Starcie Gigantów                | 28.09.2013 | Łódź           | |
| Wygrana   | 3-0    | Marta Chojnoska (1-0)           | Poddanie (duszenie zza pleców)              | 1     | 1:11 | KSW 23: Królewskie Rozdanie             | 08.06.2013 | Gdańsk         | Finał turnieju KSW do 55 kg. Zdobyła międzynarodowy pas mistrzowski KSW do 55 kg.                      |
| Wygrana   | 2-0    | Paulina Bońkowska (3-1)         | Decyzja (jednogłośna)                       | 2     | 5:00 | KSW 21: Ostateczne Wyjaśnienie          | 01.12.2012 | Warszawa       | Debiut w KSW. Półfinał turnieju KSW do 55 kg. Bonus za walkę wieczoru.                                 |
| Wygrana   | 1-0    | Marzena Wojas (0-0)             | TKO (ciosy pięściami)                       | 1     | 3:12 | EFS 2 – Extreme Fighting Sports 2       | 18.05.2012 | Gdynia         | |